# Ulduz (stanice metra v Baku)
Ulduz je stanice na lince 1 a 2 metra v Baku, která se nachází mezi stanicemi Nəriman Nərimanov a Koroğlu.

## Popis
Stanice Ulduz byla otevřena 5. května 1970.
Dne 28. října 1995 vypukl požár ve vlaku jedoucím ze stanice Ulduz do stanice Nərimanov. Tato nehoda je považována za největší nehodu metra v historii.